# Brendan Hansen
Brendan Hansen (ur. 15 sierpnia 1981 w Havertown) – amerykański pływak specjalizujący się w stylu klasycznym.
Hansen w swojej karierze jest sześciokrotnym medalistą igrzysk olimpijskich. Trzy razy zdobył złoty medal w konkurencji 4 × 100 m stylem zmiennym, odpowiednio w Atenach, Pekinie i Londynie. W Atenach wywalczył jeszcze srebrny medal na 100 m stylem klasycznym oraz brązowy w konkurencji 200 m stylem klasycznym. Również w Londynie wygrał brązowy medal, na 100 m stylem klasycznym.
Startując na Mistrzostwach świata Hansen sześć razy zdobył złoty medal, dwa razy kończył zawody na drugim miejscu oraz raz na trzecim. Amerykanin również cztery razy zdobył złoty medal w trakcie Mistrzostw świata na krótkim basenie w Indianapolis.